# Sonata per a piano núm. 3 (Brahms)
La Sonata per a piano núm. 3 en fa menor és una obra de Johannes Brahms identificada com la seva Op. 5, que va ser composta el 1853. És la tercera de les seves tres sonates per a piano.
Composta a Düsseldorf, marca el final del seu cicle de tres sonates. Presentada a Robert Schumann el novembre d'aquest any, va ser l'última obra que Brahms li va presentar per a saber la seva opinió. Brahms tenia amb prou feines 20 anys quan la va compondre. Està dedicada a la comtessa Ida von Hohenthal com a agraïment per haver donat el lloc de professor de música dels seus fills al seu germà, Fritz Brahms.

## Anàlisi musical
Quan va escriure aquesta sonata per a piano, el gènere estava vist per molts com una cosa antiquada. Brahms, enamorat de l'estil de Beethoven, integra en aquesta sonata una combinació magistral de l'esperit romàntic lliure i l'estricta arquitectura clàssica. Com una prova de l'afinitat de Brahms amb Beethoven, la Sonata per a piano núm. 3 inclou de forma recognoscible l'esperit de la Cinquena Simfonia de Beethoven.
L'execució de l'obra dura uns 40 minuts.

### Estructura
La sonata és més gran que les dues anteriors, ja que es compon de cinc moviments, a diferència dels quatre tradicionals.
- I. Allegro maestoso (fa menor, finalitzant en el relatiu major)
- II. Andante espressivo (la bemoll major - re bemoll major)
- III. Scherzo: Allegro energico avec trio (fa menor - re bemoll major)
- IV. Intermezzo: (Rückblick/Regard en arrière) Andante molto (si bemoll menor)
- V. Finale: Allegro moderato ma rubato (fa menor, acaba en la tonalitat relativa major)

El cinquè i últim moviment és un rondó. Explora diverses idees que s'entrellacen en un entorn virtuós i triomfal. Destaca que la primera presentació del tema rondó comença amb un criptograma musical que representa un lema musical personal del seu amic de sempre, Joseph Joachim, el tema F-A-E, que significa Frei aber einsam (lliure però solitari).